# Георг Штерк
Георг Штерк (нім. Georg Störck; 1 квітня 1917, Місдрой — 20 грудня 2011) — німецький офіцер, гауптман резерву вермахту. Кавалер Лицарського хреста Залізного хреста з дубовим листям.

## Біографія
3 листопада 1937 року вступив в 39-й саперний батальйон. Учасник Польської і Французької кампаній. З початку 1941 року — командир саперного взводу штабної роти 394-го стрілецького полку 3-ї танкової дивізії. З червня 1941 року брав участь в Німецько-радянській війні. Відзначився у боях під Новгород-Сіверським (осінь 1941) і Тулою (листопад 1941). В 1942 році був важко поранений. З червня 1944 року — командир 1-ї роти батальйону супроводу фюрера, з 1 січня 1945 року — 1-го батальйону моторизованого полку супроводу фюрера, з яким в лютому 1945 року взяв участь у бою з радянськими військами, знову був важко поранений.

## Нагороди
- Залізний хрест
  - 2-го класу (25 жовтня 1939)
  - 1-го класу (25 серпня 1941)
- Лицарський хрест Залізного хреста з дубовим листям
  - лицарський хрест (24 липня 1941)
  - дубове листя (№880; 9 травня 1945)
- Почесна застібка на орденську стрічку для Сухопутних військ (28 серпня 1941)